# Paul Platero
Paul Platero est un linguiste navajo.

## Biographie
Né au sein du clan Tábąąhá (Water's Edge Clan), Paul Platero est élevé à Canoncito (Tohajiilee Indian Reservation (en), à une cinquantaine de kilomètres à l'ouest d'Albuquerque, au Nouveau-Mexique.
Il fait ses études secondaires dans les écoles indiennes d'Albuquerque et de Santa Fe.
Il étudie ensuite au département d'anthropologie de l'Université Brigham Young puis au Massachusetts Institute of Technology où il soutient sa maitrise, puis sa thèse sur les phrases relatives en navajo en 1973. Il a enseigné régulièrement le navajo à l'Académie de la langue navajo.
Paul Platero a publié de nombreux articles sur la syntaxe et la grammaire du navajo, et codirigé un ouvrage de synthèse sur les langues athapascanes. Il enseigne à l'Université du Nouveau-Mexique depuis 2005.

## Œuvres
- Missing Noun Phrases in Navajo,
- (1973) "A Study of the Navajo Relative Clause", PhD, MIT.
- (1974) (avec Ken Hale) Aspects of Navajo anaphora : Relativization, Diné Bizaad Nanil'iih/Navajo Language Review 2, 61-82.
- (1977) (avec Ken hale & Laverne Maayesva Jeanne), "Three cases of over generation" in P Culicover, T Wasow, an A Akmajian eds Formal syntax, 397-416, Academic Press, New York.
- (1986) (avec Ken Hale), Parts of Speech, in P Muysken & H Van Riemsdjik es Features and Projections, 31-40, Studies in Generative Grammar 25, Foris, Dodrecht
- (2000) The Athabaskan Languages